# Zelfportret (Leyster)
Zelfportret is een schilderij van de Nederlandse kunstschilderes Judith Leyster uit 1630 of iets later, waarop ze zichzelf afbeeldt achter de schildersezel. Het werk werd lange tijd toegeschreven aan Frans Hals. Sinds 1949 bevindt het zich in de collectie van de National Gallery of Art te Washington D.C. Het is niet het enige zelfportet dat van haar bekend is, in 2016 werd een tweede zelfportret gevonden uit rond 1653.

## Afbeelding
Leyster schilderde haar zelfportret rond 1630, nog maar net twintig jaar oud, waarschijnlijk met als doel haar toelating tot het Haarlemse Sint-Lucasgilde te bevorderen. In feite kan het daarmee gezien worden als een vorm van zelfpromotie "avant la lettre". Ze beeldt zichzelf af terwijl ze bezig is met het schilderen van een muzikant, een van haar belangrijkste thema's. De afgebeelde muzikant is bijvoorbeeld ook te zien op haar schilderij "Vrolijk gezelschap". Infraroodopnames hebben aangetoond dat Leyster in het schilderij op de ezel aanvankelijk een vrouwenhoofd weergaf, waarschijnlijk eveneens een zelfportret, maar klaarblijkelijk heeft ze reden gezien tot aanpassing. Mogelijk wilde ze een zekere moderniteit uitdrukken, of laten zien dat ze een vrolijke persoonlijkheid was. Wellicht wilde ze tevens laten zien dat ze ook goed was in het schilderen van figuurstukken.
De kunstenares probeert in elk geval in allerlei opzichten zo goed mogelijk "uit de verf" te komen. Ze leunt nonchalant en amicaal achterover op haar stoel, waarbij ze met haar elleboog wat ongemakkelijk steunt op een punt van de rugleuning. In haar hand houdt ze een grote hoeveelheid penselen vast, hetgeen haar vakmanschap moet onderstrepen. Schijnbaar onderbroken tijdens haar werkzaamheden draait ze zich om naar de toeschouwer en kijkt deze lachend aan, met een zelfverzekerde blik, de lippen licht van elkaar, alsof ze iets wil gaan zeggen. Opvallend is haar weelderige, modieuze kleding, zeker niet haar schilderstenue, terwijl ze toch eigenlijk de indruk geeft aan het werk te zijn. Klaarblijkelijk is het vooral bedoeld om haar status verder te verhogen.
Als achtergrond gebruikte Leyster, als in veel van haar werken, enkel een lege muur, waarmee ze de afgebeelde figuur, in dit geval zijzelf, volledig centraal zette. Anders dan veel andere delen van het portret is de schildering van de achtergrond verfijnd en glad, hetgeen zorgt voor een bijzonder contrast. Ze gebruikt een grijsbruine kleur, waarbij ze voorzichtig varieert met licht- en schaduwwerkingen. Waardoor die schaduwwerking wordt veroorzaakt blijft echter onduidelijk: er is geen duidelijke lichtbron.

## Invloeden en stijl
Leysters Zelfportret is geschilderd in de typische stijl van de Hollandse barok, met veel aandacht voor expressiviteit, versterkt door kleur-en lichtcontrasten, zich weerspiegelend in een enigszins losse manier van werken. Opvallend is het gebruik van dikke verfklodders in de accentuerende weergave van details, bijvoorbeeld op het palet. Om de perspectiefwerking te versterken gebruikt ze de techniek van verkorting, met name bij de penselen en rechterarm.
Leyster werd met name in haar vroege periode sterk beïnvloed door haar tijd- en stadsgenoot Frans Hals. Diens portret van Isaak Abrahamsz Massa, waarmee ze bekend moet zijn geweest, heeft waarschijnlijk ook als inspiratie gediend voor de informele diagonale houding die ze zelf in het portret aanneemt en mogelijk zelfs voor de aangemeten lach. Ook in de techniek zijn duidelijk invloeden van Hals herkenbaar, zoals in het gebruik van hele fijne penselen, die dan op vlotte wijze werden gehanteerd in de nog natte grondlagen. Toch werkte Leyster verfijnder dan Hals, met name te zien in het gezicht, de kanten kraag, het lijfje en de egale achtergrond. Ook de muzikant - een thema dat ze eveneens met Hals deelde - is gedetailleerd uitgewerkt. In haar latere werk, waarin invloeden van de carravagisten en de fijnschilders zichtbaar worden, zou haar ontwikkeling richting stijlverfijning zich verder doorzetten.

## Galerij

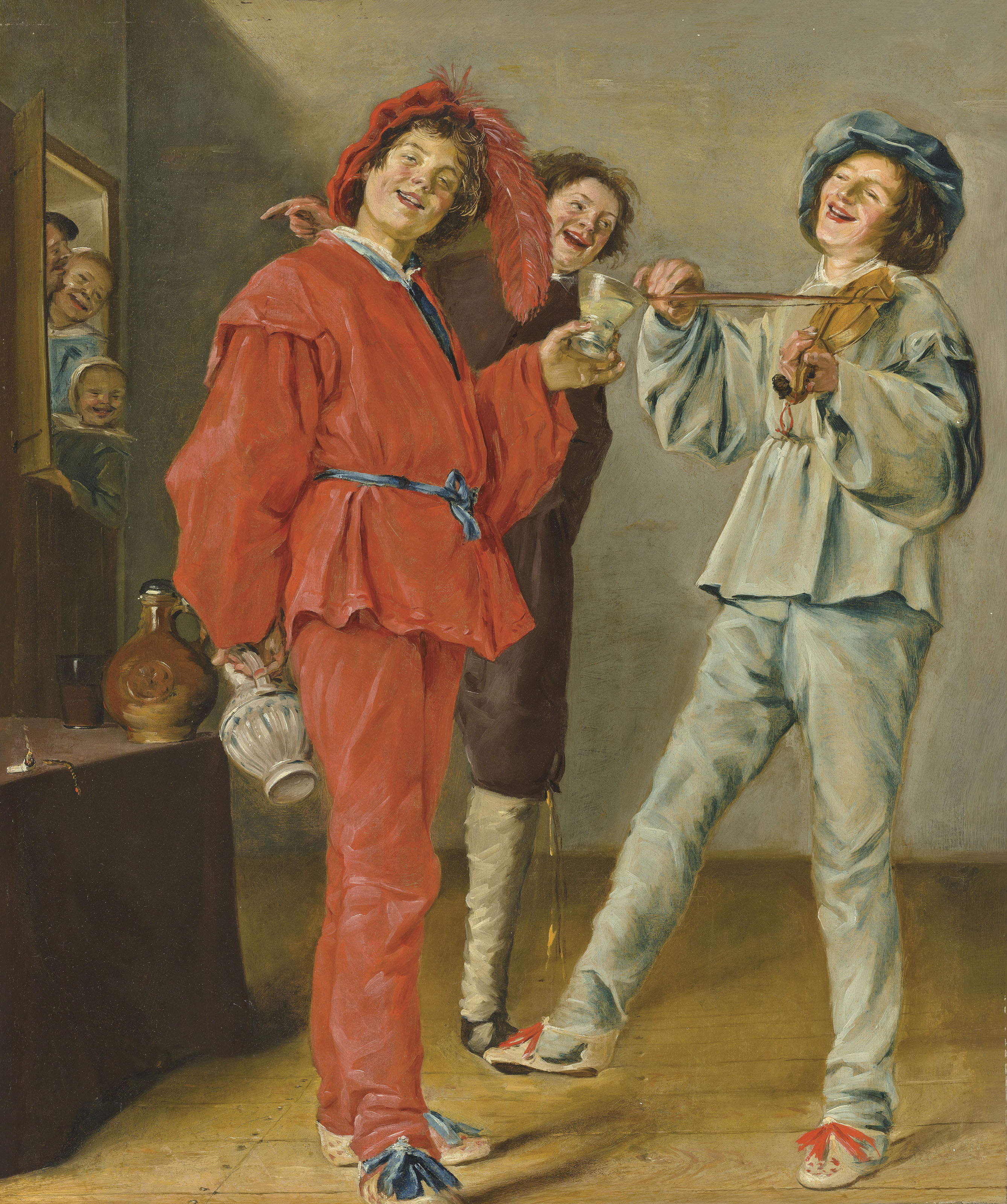
Leysters Vrolijk gezelschap, met rechts dezelfde muzikant als op het schilderij op de ezel
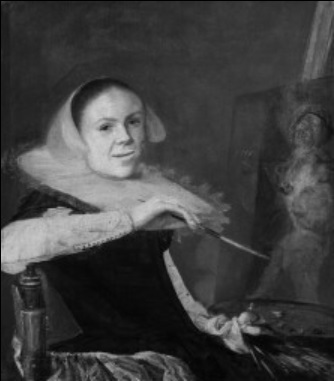
Infraroodopname, waarin te zien is dat op de ezel eerst een vrouwenkop werd afgebeeld
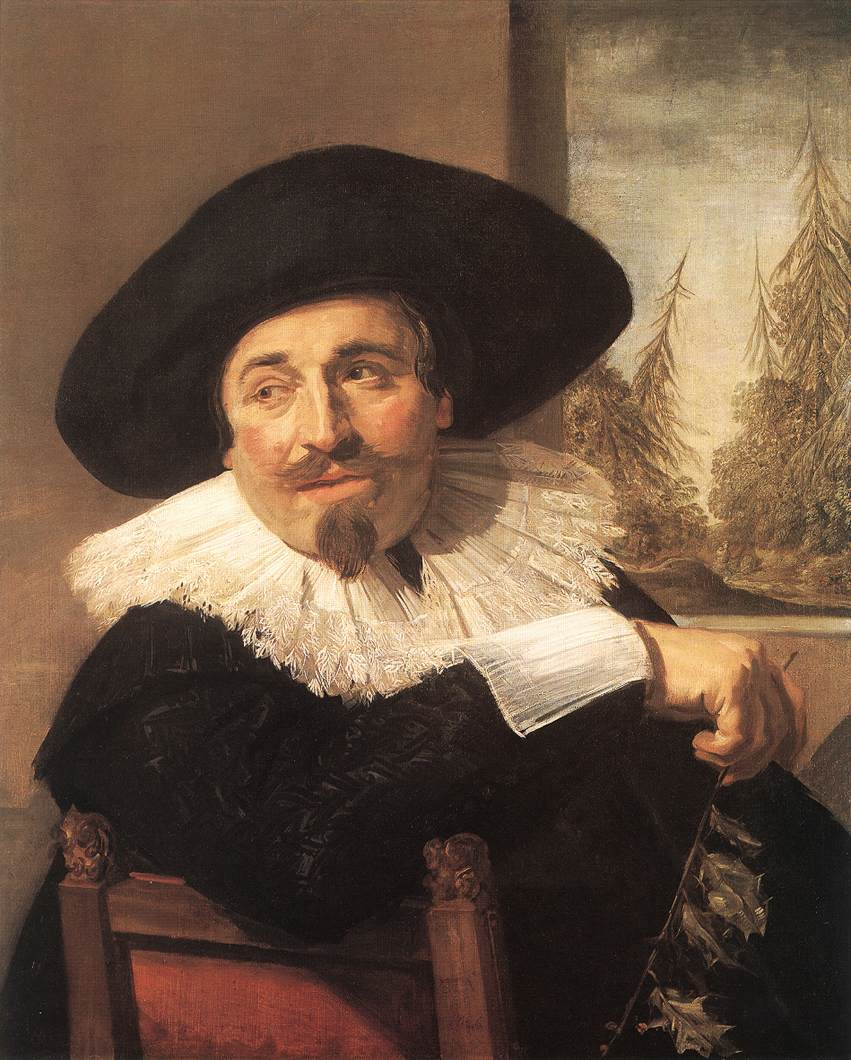
Hals' portret van Isaak Abrahamsz Massa, 1626, waarschijnlijke inspiratiebron voor de pose
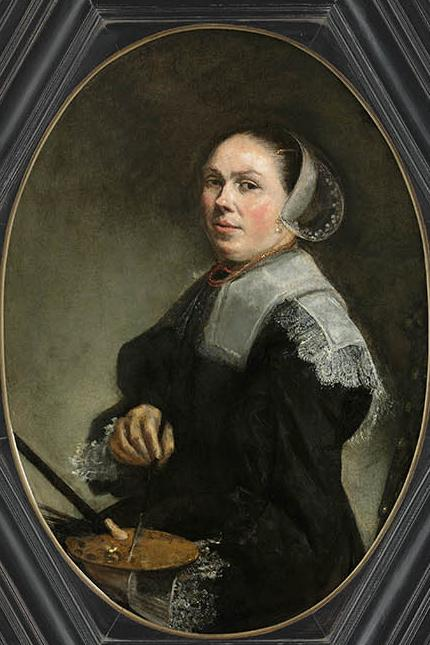
Het zelfportret uit ca. 1653

## Historie
Tussen 1810 en 1812 dook het ongesigneerde en niet gedateerde doek te Londen tijdens meerdere veilingen op als zijnde een schilderij van Frans Hals, voorstellende diens dochter. Toen het werk in 1928 in New York vanuit de collectie van de Engelse familie Grainger opnieuw onder de veilinghamer kwam, werd het door de Duitse kunsthistoricus Wilhelm Valentiner nog steeds aangemerkt als een werk van Hals. In 1930 werd dit andermaal bevestigd door Gerard Gratama, directeur van het Frans Hals Museum, die de afgebeelde dame echter wel identificeerde als zijnde Leyster. Korte tijd later opperde kunsthistoricus Abraham Bredius in een artikel in Oud Holland, reagerend op de uitspraken van Gratema, als eerste dat het hier waarschijnlijk om een werk van Leyster zelf ging. Ondertussen echter was het werk in 1929 voor 250.000 dollar reeds als een echte Hals verkocht aan de Amerikaanse kunstverzamelaar Robert Woods Bliss. Toen Bliss' weduwe in 1949 het schilderij schonk aan de National Art Gallery in Washington D.C., gold het overigens formeel nog steeds als een werk van Hals en pas in de jaren zeventig van de vorige eeuw werd de opvatting dat het hier om een werk van Leyster zelf ging, breed aanvaard. Na een uitgebreide restoratie in 1992, waarbij ook infraroodopnames werden gemaakt, zou de toewijzing als zeker en definitief gaan gelden.